# 納爾遜斯克羅辛 (加利福尼亞州)
納爾遜斯克羅辛（英語：Nelsons Crossing）是位於美國加利福尼亞州比尤特縣的一個非建制地區。該地的面積和人口皆未知。

## 地理
納爾遜斯克羅辛的座標為39°39′50″N 121°12′57″W / 39.66389°N 121.21583°W，而該地的平均海拔高度為946米（即3104英尺）。